# Formiana obscura
Formiana obscura là một loài bướm đêm trong họ Geometridae.